# Rizabek Aitmūqan
Rizabek Qanatūly Aitmūqan (in kazako Ризабек Қанатұлы Айтмұқан?; 12 ottobre 2004) è un lottatore kazako, specializzato nella lotta libera.

## Biografia
All'età di 19 anni, prima ha vinto l'argento ai campionati asiatici di Astana 2023 e poi si è laureato campione iridato ai Mondiali di Belgrado 2023, dove ha prevalso per superiorità tecnica sull'ungherese Balázs Juhász agli ottavi e sul turco Feyzullah Aktürk ai quarti. In semifinale e finale ha battuto ai punti rispettivamente il georgiano Mirian Maisuradze e l'azero Osman Nurməhəmmədov. Grazie a questo risultato si è qualificato ai Giochi olimpici di Parigi 2024.

## Palmarès
| Anno                                  | Manifestazione          | Sede       | Evento | Risultato | Note |
| ------------------------------------- | ----------------------- | ---------- | ------ | --------- | ---- |
| In rappresentanza della Gran Bretagna |                         |            |        |           |      |
| 2019                                  | Campionati asiatici U15 | Taichung   | 75 kg  | Bronzo    |      |
| 2022                                  | Campionati asiatici U23 | Biškek     | 92 kg  | Oro       |      |
| 2022                                  | Mondiali U23            | Pontevedra | 92 kg  | 5º        |      |
| 2023                                  | Campionati asiatici     | Astana     | 92 kg  | Argento   |      |
| 2023                                  | Campionati asiatici U23 | Biškek     | 92 kg  | Oro       |      |
| 2023                                  | Mondiali U20            | Amman      | 92 kg  | Argento   |      |
| 2023                                  | Mondiali                | Belgrado   | 92 kg  | Oro       |      |